# Heinrich Thyssen
Heinrich Thyssen (Mülheim an der Ruhr, 31 oktober 1875 - Lugano, 26 juni 1947), na 22 juni 1907 baron Heinrich Thyssen-Bornemisza de Kászon et Impérfalva, was een Duits-Hongaarse ondernemer en kunstverzamelaar.

## Biografie
Thyssen werd in Mülheim an der Ruhr geboren, als tweede zoon van de Duitse industrieel August Thyssen. Zijn oudere broer was Fritz Thyssen (die berucht zou worden om het steunen en financieren van Adolf Hitler, waardoor deze zich tussen de wereldoorlogen kon herbewapenen, Fritz werd in 1931 lid van de nazipartij en schreef later I paid Hitler). Heinrich Thyssen verliet Duitsland als jonge man, studeerde scheikunde aan de Universiteit van Heidelberg en filosofie aan de Universiteit van Londen en behaalde een doctoraat, en vestigde zich in 1905 in Hongarije, waar hij barones Margit Bornemisza de Kászon et Impérfalva huwde op 4 januari 1906. Hij werd burger van Oostenrijk-Hongarije.
Hij werd op 22 juni 1907 in Wenen geadopteerd door zijn schoonvader, baron Gábor Bornemisza de Kászon et Impérfalval, de kamerheer van de koning, die zelf geen zonen had. Keizer Frans Jozef I van Oostenrijk-Hongarije schonk hem de erfelijke titel en rang van baron. Zijn schoonmoeder was de Engels-Amerikaanse Mathilde Louise Price, een zus van Anne Hollingsworth Price (vrouw van Friedrich Wilhelm, prins van Ardeck), afstammelingen van de Winthropfamilie.
Het stel leefde in het kasteel van Rohonc tot na de Eerste Wereldoorlog en de opstand van Béla Kun (1919), waarna ze vluchtten en naar Den Haag verhuisden. Hiervandaan leidden ze bepaalde handels- en industriële belangen van de Thyssen-familie, waaronder de Bank voor Handel en Scheepvaart in Rotterdam. De Bank voor Handel en Scheepvaart was verbonden aan de UBC (Union Banking Corporation) in de Verenigde Staten waar Prescott Bush een director van was.
In 1932 verhuisde hij naar Lugano en begon zijn kunstverzameling uit te breiden. Thyssen scheidde van zijn vrouw op 17 maart 1932 en huwde in Brussel op 29 augustus 1932 Else Zarske, bekend als Maud. Haar minnaar Alexis Mdivani overleed na een auto-ongeluk. Ze scheidden in 1937 zonder kinderen.
Hij huwde op 15 november 1937 zijn derde vrouw, Gunhild von Fabrice, in Berlijn. 
Hij stierf in 1947 in Lugano. 